# Daniel Kovač
Daniel Kovač (ur. 27 września 1956 w m. Črna na Koroškem) – słoweński piosenkarz, reprezentant Niemiec podczas 35. Konkursu Piosenki Eurowizji w 1990 roku.

## Życiorys
Kovač przeprowadził się do Niemiec wraz z rodziną w roku 1968 i rozpoczął pracę jako wokalista sesyjny w późnych latach 70. XX wieku. W latach 80. został prezenterem monachijskiej telewizji na kanale muzycznym musicbox. W tym samym czasie został gospodarzem radia Bayerischer Rundfunk. Kovač poznał Ralpha Siegela. W 1990 roku Kovač wystąpił podczas finału 35. Konkursu Piosenki Eurowizji w Zagrzebiu z utworem "Frei zu leben" w duecie z Chris Kempers. Zdobyli 60 punktów i uplasowali się na 9. miejscu spośród 22 reprezentantów.
Kovač pracował później jako prezenter muzycznej telewizji VH1.